# Glenea hauseri
Glenea hauseri là một loài bọ cánh cứng trong họ Cerambycidae.